# Alpha, Illinois
Alpha là một làng thuộc quận Henry, tiểu bang Illinois, Hoa Kỳ. Năm 2010, dân số của làng này là 671 người.

## Dân số
Dân số qua các năm:
- Năm 2000: 726 người.
- Năm 2010: 671 người.